# Paraklinik
Paraklinik bezeichnet in der Medizin die Gesamtheit der überwiegend mit technischen Hilfsmitteln gewonnenen Untersuchungsergebnisse. Dazu gehören insbesondere die Laborbefunde, die elektrophysiologischen Befunde (EKG, EEG usw.) und die bildgebenden Verfahren (Röntgen, Sonographie usw.), ferner auch mikroskopische (siehe Histologie) und mikrobiologische Befunde.
Davon unterschieden werden die klinischen Befunde, die überwiegend durch die körperliche Untersuchung des Patienten erhoben werden. Dazu zählen auch das Abhorchen und das Spiegeln von z. B. Auge oder Ohr, auch wenn dies heute überwiegend mit Hilfe technischer Geräte (Stethoskop, Augenspiegel, Ohrenspiegel) erfolgt.
In Arztbriefen findet sich gelegentlich der Ausdruck „Paraklinik o.B.“ als Ausdruck dafür, dass die Ergebnisse der paraklinischen Untersuchungen keine auffälligen Besonderheiten ergaben. Der Terminus „o.B.“ bedeutet, dass ein Befund gemacht worden ist, der aber unauffällig war (korrekt wäre „o.p.B.“ im Sinne von „ohne pathologischen Befund“). 